# Caterham
Caterham é uma cidade localizada no condado de Surrey, na Inglaterra (Reino Unido), com uma população estimada em março de 2021 de 22.747 habitantes.
Ela está localizada no centro da região sudeste da Inglaterra, perto da cidade de Guildford — a capital do condado e da região — e a uma curta distância ao sul do rio Tâmisa e de Londres.